# Sonnenhof (Dietramszell)

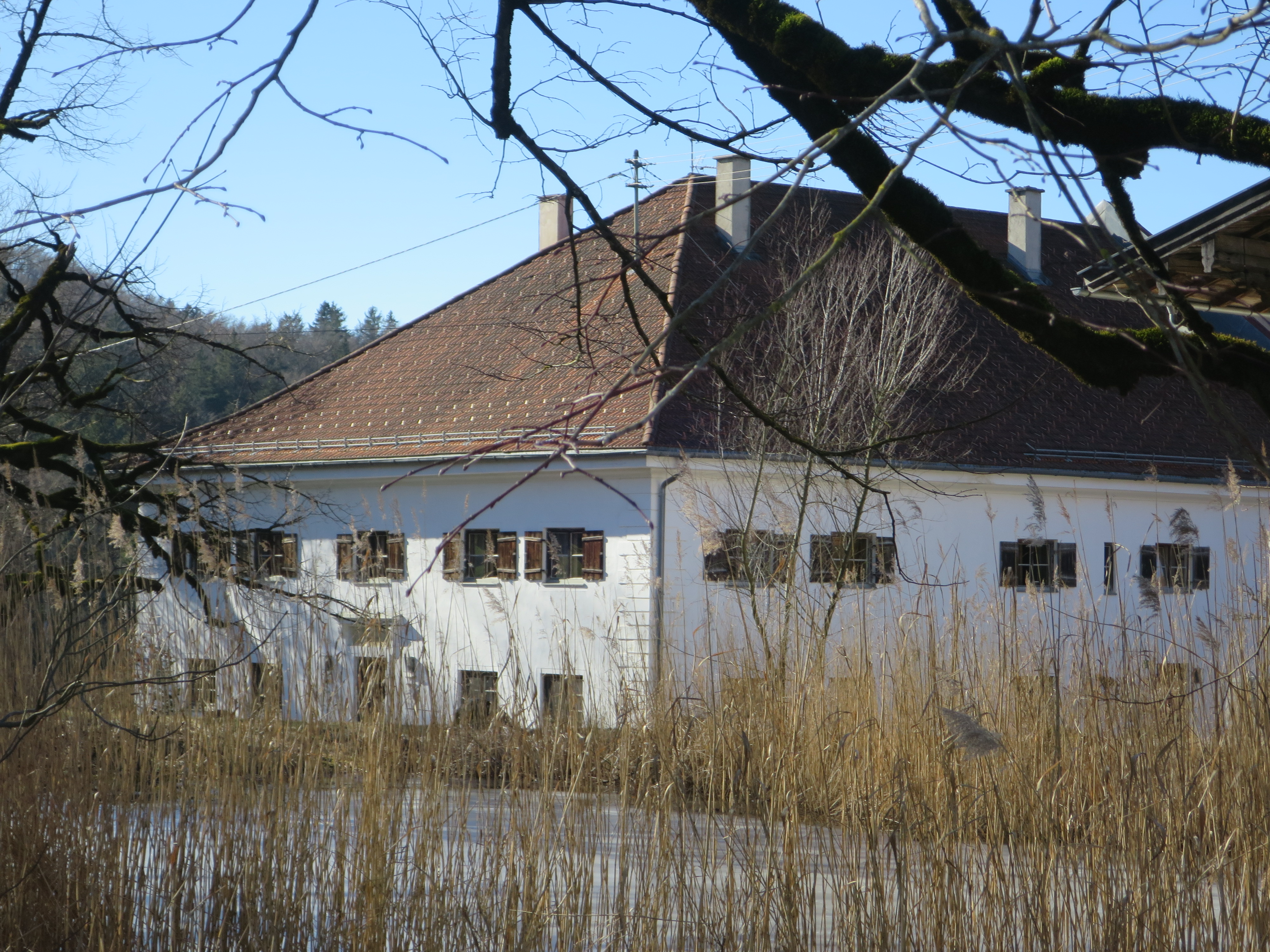
Ehemaliger Schwaighof

Sonnenhof ist ein Ortsteil der Gemeinde Dietramszell im oberbayerischen Landkreis Bad Tölz-Wolfratshausen.

## Geografie
Das Gut liegt einen halben Kilometer südlich von Dietramszell. Es gehörte bereits vor der Gebietsreform in Bayern zur Gemeinde Dietramszell.  

## Einwohner
1950 wohnten im Ort 26 Personen, bei der Volkszählung 1987 wurden acht Einwohner registriert.

## Baudenkmäler
In die Denkmalliste ist der ehemalige Schwaighof mit Wohnhaus (nach Brand bezeichnet 1825) und Stadel (dendrochronologisch datiert 1779) eingetragen. 
Siehe: Eintrag in der Denkmalliste.